# Остин Хенри Лерд
Сер Остин Хенри Лерд (Париз, 5. март 1817 — Лондон, 5. јул 1894) је био енглески истраживач, археолог, историчар уметности, колекционар, политичар и дипломата. Најпознатије је по открићу Асурбанипалове библиотеке 1851.

## Породица
Лерд је рођен у Паризу, Француска, у породици хугенота. Његов отац, Питерр Џон Хенри Лерд, био је син Карл Петар Лерда, декана универзитета у Бристолу и унук Данијела Питера Лерда који је био лекар. Његова мајка, Маријана, била је ћерка познатог банкара Натанијела Остина. Његов стриц Бенџмин Остин, био је  лондонски адвокат и близак пријатељ Бенџамин Дизрелија током  1820-их и 1830-их година. Његов брат Едгат Леополд Лерд био је птичар.

## Детињство, младост
Лерд је већи део младости провео у Италији, где се образовао, и где је развио љубав према ликовној уметности и путовању. Осим у Енглеској школовао се и у Француској и Швајцарској. Скоро шест година је радио у канцеларији свог ујака, Бенџамина Остина. Добио је позив да напусти Енглеску и да заплови за Шри Ланку (Цејлон) у намени цивилне службе. То и чини те 1839. полази на пут са намером да пропутује по Азији.
После многих месеци лутања, углавном у Персији, са Бахтијарима, он одустаје од свог путовања до 
Цејлона и враћа се 1842. у Цариград. Тамо је упознао Стратфорда Канинга, енглеског амбасадора, који га је запослио при различитим неформалним дипломатским мисијама у Турској. Канинг је охрабрио Лерда и он напушта Цариград 1845. и одлази да истражује  рушевине асирског царства са којим ће се касније и повезивати његово име. Ова експедиција базирала се на његовој радозналости да открије рушевине Нимруда на реци  Тигра и Нинива, у близини Мосула, која је већ била делимично ископао Паул-Емил Бот.

## Ископавања и уметности
Лерд наставља са ископавањима у Мосулу на територији Ниниве и Нимруда до 1847. У Енглеску се враћа 1848. и објављује "Nineveh and its Remains: with an Account of a Visit to the Assyrians, and the Yezidis, and an Inquiry into the Manners and Arts of the Ancient Assyrians" (2 vols., 1848–1849).
Да би илустривао пределе и дела које је описао у књизи издаје " Illustrations of the Monuments of Nineveh (1849)". Након што је провео неколико месеци у Енглеској и добио дилому са  универзитета у Оксфорду и оснивача златну медаљу од Краљевског географског друштва, Лерд се враћа у Цариград као аташе британске амбасаде.У августу 1849. започиње другу експедицију, у току које је проширио истраживања до рушевина Вавилона и јужног дела Месопотамије. Он је заслужан за откривање  библиотеке Асурбанипала. Своја запажања и резултате експедиције износи у делима " Discoveries in the Ruins of Nineveh and Babylon" и " Second Series of the Monuments of Nineveh" објављеним 1853. У делима наводи на које је све тешкоће наилазио током ископавања, али је ипак успео да у Енглеској пошаље величанствене примерке који данас чине поставку асирских антиквитета у  Британском музеју. Лерд је сматрао да је све заједнице које се налазе на подручју Блиског истока потичу од древних Асираца.
Његова дела испирисала су друге научнике да почну да се баве истраживањима. Такође његове књиге сматрају се једним од најбоље написаних путописа на енглеском језику.
Лерд је био један од истакнутијих чланова "Arundel Society". Током 1866, Лерд је основао "Compagnia Venezia Murano" и отворио салон венецијанског стакла у Лондону у улици Оксфорд број 4311. Данашња компанија "Pauly & C. - Compagnia Venezia Murano" је једна од највећих бренодва у индустрији производње стакла. Током 1866. за поверенка именовао је Британски музеј.

## Контроверзе
Лерд је 1845. добио дозвалу од Османског царства за археолошки рад. Заједно са њим радио је млади Ирачанин Расам Хормузд. Он је био унајмљен од стране Британског музеја и био је једини археолог који је био рођен и водио експедицију на Средњем истоку. Расам је био укључен у откриће Нимруда. Расим је био посредник између Лерда и шеика са којима се споразумеовао на арапском, турском и древном језику Асираца. 

## Политичка каријера
Лерд је почео да се бави политиком. Током 1852. критикује владу, поготово војску. Био је у Криму током рата и тамо је био један од чланова одбора који су именовали вође експедиције. Током 1855. одбија понуду Лорда Палмерсона и бирају га за лектора универзитета у Абердину. Године 1857. одлази у Индију и тамо истражује узрок побуне Индијаца против Велике Британије. Његово тумачење узрока побуна је било контроверзно и изазвало је негативне реакције у аустроугарским новинама.

## Дипломатска каријера
Лерд је поднео оставку 1869, и шаљу га у Мадрид.  Током 1877. борави у Цариграду где је именован за амбасадора и тамо остаје до 1880. Тада се и повукао из јавног живота. Године 1878, добија престижн орден " Knight Grand Cross of the Order of the Bath" током Берлинског конгреса.

## Пензионисање
Лерд своје пензионерске дане проводи у Венецији. Живео је у резиденцији из шеснаестог века која се звала  "Ca Cappello". Поред његове резиденције била је и резиденција енглеског историчара Родона Брауна , који је резиденцију купио 1874. Своје време проводио је тако што је сакупљао слике и писао о италијанској уметности. Његов пријатељ  Ђовани Морели му је помагао при писању прве верзије књиге Franz Kugler's Handbook of Painting, Italian Schools (1887). Такође написао је и предговор за књигу  "Constance Jocelyn Ffoulkes's" коју је Морели превео као "Italian Painters (1892–1893)". Током 1887, издао је први том свог дневника из Персије под насловом " Early Adventures in Persia, Susiana and Babylonia". Делови његовог дневника су постхумно објављени 1894, а предговор дела је написао је Лорд Абердер.
Лерд је такође допринео развоју научне дискусије и своје радове слао је многобројним научним друштвима, укључујући и хугенотском друштву чији је био председник. Преминуо је у Лондону а сахрањен је у Дорсету.

## Публикације
- Layard, A. H. (1848–49). Inquiry into the Painters and Arts of the Ancient Assyrians (vol. 1–2).
- Layard, A. H. (1849). Nineveh and its Remains. London: John Murray.[6]
- Layard, A. H (1849). Illustrations of the Monuments of Nineveh..
- Layard, A. H. (1849–53). The Monuments of Nineveh. London: John Murray.
- Layard, A. H. (1852). A Popular Account of Discoveries at Nineveh. London: John Murray.
- Layard, A. H. (1853). Discoveries in the Ruins of Nineveh and Babylon. London: John Murray.
- Layard, A. H (1853). A Second Series of the Monuments of Nineveh. London: John Murray.
- Layard, A. H. (1854). The Ninevah Court in the Crystal Palace. London: John Murray.
- Layard, A. H (1860). Inscriptions in the Cuneiform Character, from Assyrian monuments, discovered by A. H. Layard, D.C.L. London: Harrison & Son..
- Layard, A. H. (1887). Early Adventures in Persia, Susiana, and Babylonia. London: John Murray.
- Layard, A. H (1903). Autobiography and Letters from his childhood until his appointment as H.M. Ambassador at Madrid. (vol. 1–2) London: John Murray.